# Pentastiridius suezensis
Pentastiridius suezensis är en insektsart som först beskrevs av Matsumura 1910.  Pentastiridius suezensis ingår i släktet Pentastiridius och familjen kilstritar. Inga underarter finns listade i Catalogue of Life.